# Tuinbouwschool Huis te Lande

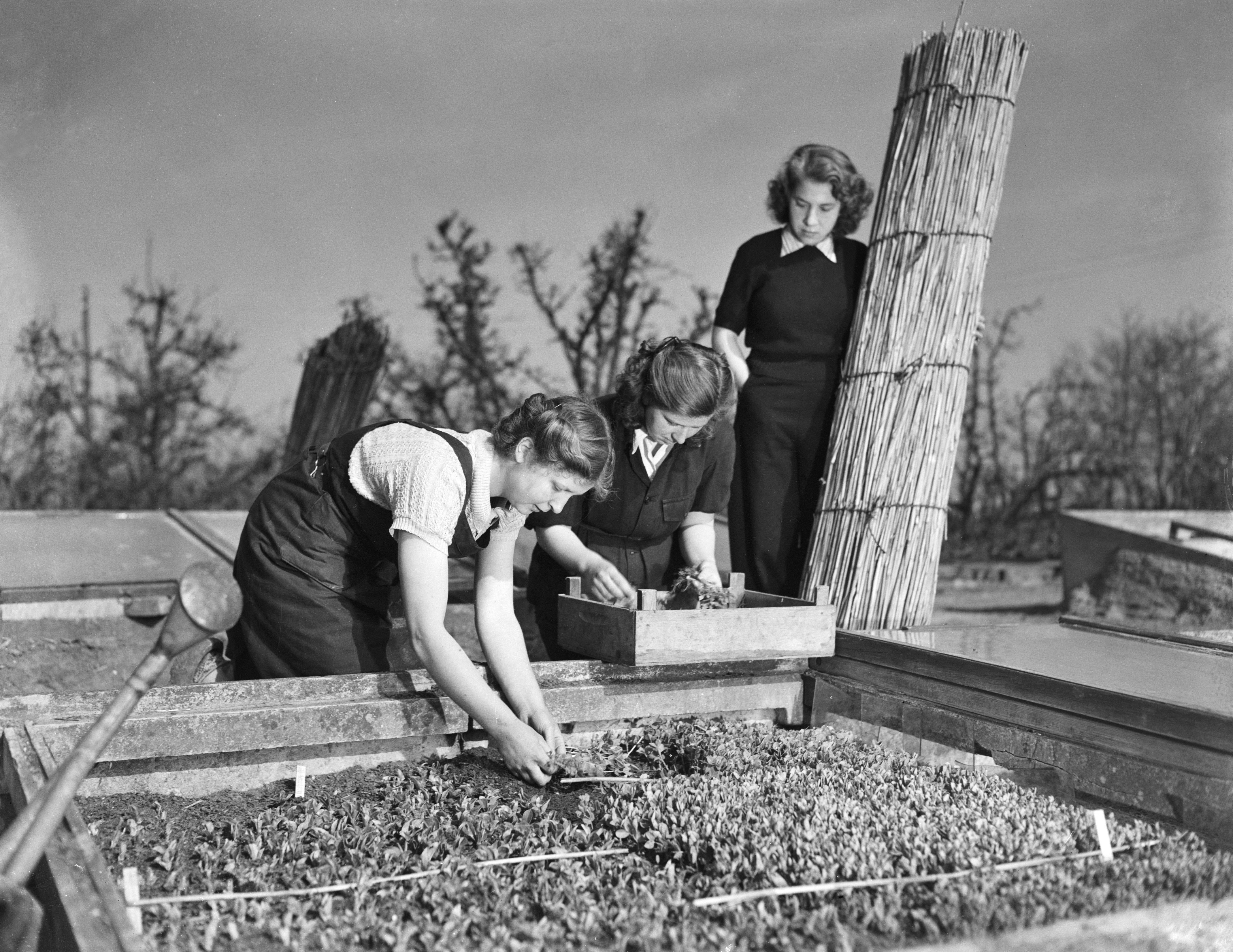
Auspflanzung von vorgezogenen Pflanzen, April 1946

Die Tuinbouwschool Huis te Lande wurde 1907 als erste und einzige Gartenbauschule für Mädchen und Frauen in den Niederlanden durch Jacoba Hingst gegründet, um Mädchen die Möglichkeit zu geben, den Anbau von Blumen, Obst und Gemüse zu erlernen, da die bestehenden Gartenbauschulen dieser Zeit für Mädchen nicht zugänglich waren.

## Geschichte
Nachdem die von Hause aus vermögende Jacoba Hingst Biologie studiert und 1904 das Lehrdiplom für Zoologie und Botanik erhalten hatte, kaufte sie mit eigenem Kapital mehr als drei Hektar Land von der Gemeinde Rijswijk. Am Van Vredenburchweg ließ sie von der Architektengemeinschaft Samuel de Clercq und Jan Gratama eine Villa als Gartenbauschule für Mädchen bauen, da die  Gartenbauschulen in Lisse, Aalsmeer und Frederiksoord in der Provinz Drenthe nur von Jungen besucht wurden. Die Schule nahm im Jahr 1907 mit zwei Schülerinnen den Betrieb auf und auch in den folgenden Jahren blieb die Anzahl gering.
Die jährliche Studiengebühr betrug die damals beträchtliche Summe von dreihundert Gulden. Ursprünglich war die Lehranstalt für Schülerinnen bestimmt, die überwiegend aus der oberen Mittelschicht stammten, und richtete sich vornehmlich an künftige Ehefrauen von Notaren, Ärzten, Pfarrern oder Richtern, die Hingst für die häusliche Gartenarbeit schulen wollte. Nach dem Wegfall 1911 und Tod im Jahr 1913 der zweiten Lehrerin Cornelia Pompe gründete Hingst 1914 die Gartenbaustiftung „Huis te Lande“, um die finanzielle Unterstützung der Schule zu sichern. Als Stiftungsmitglieder gewann sie unter anderem Wissenschaftler und Wissenschaftlerinnen wie Johanna Westerdijk. Der neue aus sieben Personen bestehende Vorstand leitete die Schule, Jacoba Hingst trat als Direktorin in die Stiftung ein, führte nebenher das Sekretariat und verwendete ihr gesamtes eigenes Vermögen für die Schule.

Schülerinnen, 1928

1915 stiegen die Schülerinnenzahlen sprunghaft an mit elf Schülerinnen in der ersten und zwei in der zweiten Klasse, da durch die kriegsbedingten Grenzschließungen der neutralen Niederlande die Töchter der Oberschicht weniger leicht ins Ausland geschickt werden konnten. Bei der Aufnahme mussten sie mindestens siebzehn Jahre alt sein und sollten auch über Fremdsprachenkenntnisse und Grundlagenbildung in Chemie verfügen. Die Schule passte sich den Gegebenheiten an und bot Internatsplätze für jährlich siebenhundert Gulden an. Nach jahrelangen Bemühungen erreichte der Vorstand unter Führung von Jacoba Hingst, vom Ministerium für Landwirtschaft, Industrie und Handel ab 1921 einen staatlichen Zuschuss für „Huis te Lande“ zu erhalten. Ab 1922 wurden die Gehälter vom Ministerium garantiert und sieben Jahre später denen in der Industrieausbildung angeglichen. Das Ministerium verfügte als Auflage aber auch, die Studiengebühren an das Einkommen der Eltern anzupassen. Ab 1934 wurde das Diplom von „Huis te Lande“ vom Ministerium anerkannt. So wandelte sich im Laufe der Zeit die Einrichtung von einer elitären Privatschule zu einer Gesamtschule für alle, die Mädchen aus einem landwirtschaftlichen Umfeld oder der Arbeiterklasse offenstand.

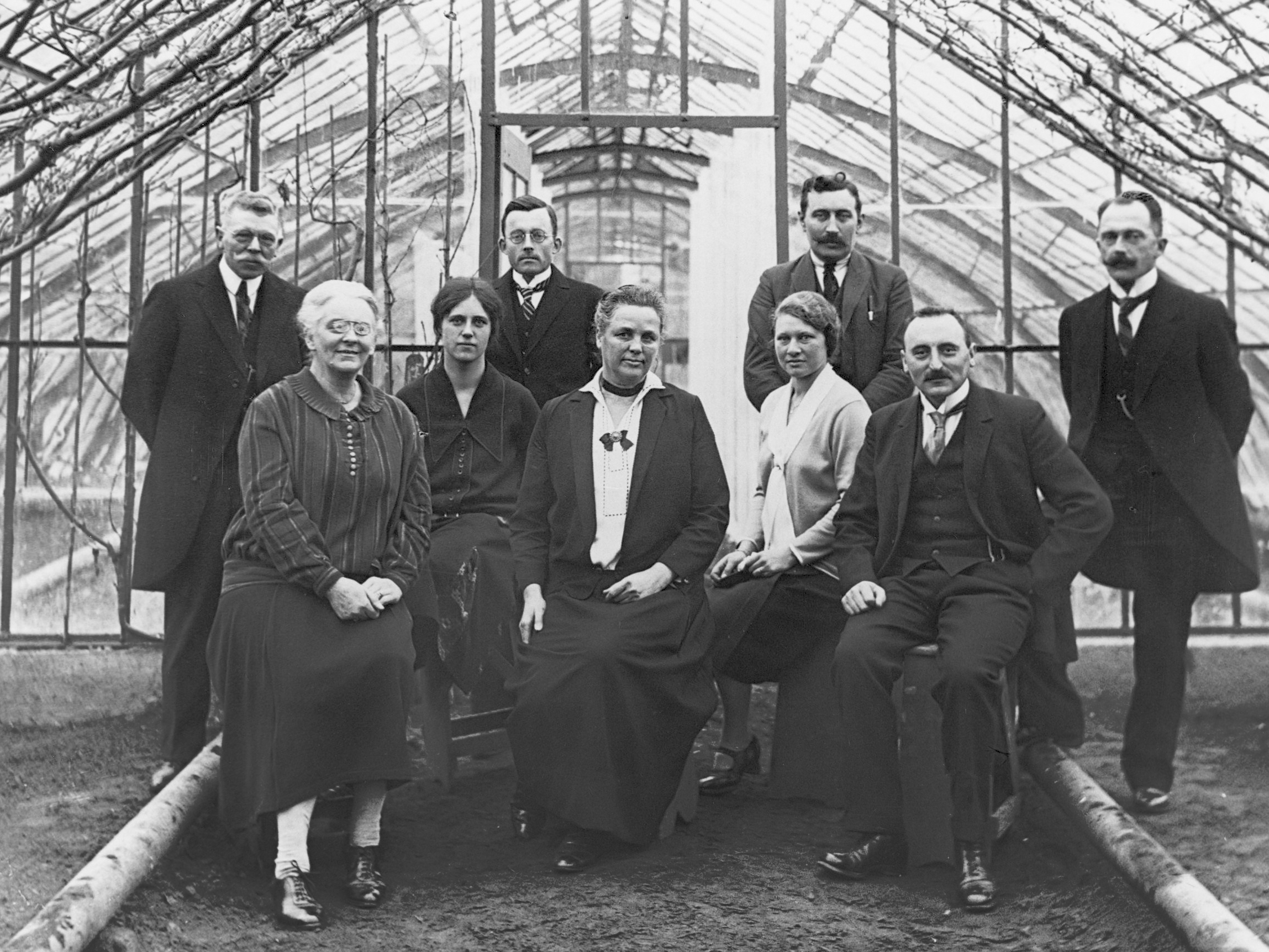
Lehrkräfte der Schule, in der Mitte Jacoba Hingst, ca. 1935

Zum 25. Jahrestag von „Huis te Lande“ im Jahr 1932 wurde Jacoba Hingst als Ritterin des Ordens von Oranien-Nassau geehrt. Als Direktorin trat sie 1937 zurück und legte 1945 ihr Amt als Sekretärin des Verwaltungsrates nieder. Während des Zweiten Weltkriegs und der Besatzungszeit konnte der Schulbetrieb unter Auflagen und Einschränkungen zunächst aufrechterhalten werden. Am 19. Mai 1944 beschlagnahmte die Wehrmacht das Haupthaus und die Schule musste schließen. Im  September 1945 wurde der Unterricht mit fünfzig Schülerinnen wieder aufgenommen. 1947 benannte der Vorstand die Stiftung in „Jacoba Hingst Stichting“ um.
Ab 1985 wurden auch Jungen aufgenommen. Seit 2000 ist die Schule Teil des Wellantcollege in Rijswijk. In den ersten 75 Jahren seit der Gründung hatte die Schule nur drei Direktorinnen: Jacoba Hingst bis 1937, ab 1937 bis 1963 Erna Casparé und von 1963 bis 1983 Ant Post. Danach folgten als Leitung der Schule Marjolijn Pouw von 1983 bis 1991, Peter Kraaijeveld bis 2006 und Nachfolger wurde Maarten Guichelaar.

## Schulgelände und Unterricht
Das Gebäude verfügte 1907 neben einem Wohnbereich für Jacoba Hingst und die Biologin Cornelia Pompe, die mit Hingst zusammen studiert hatte, im Erdgeschoss über ein Klassenzimmer, eine Bibliothek, ein Labor sowie ein Kaffee- und ein Esszimmer, das auch als Beratungszimmer genutzt wurde.
In der Nähe zum Haus wurde ab 1904 die Gärtnerei gebaut. Dazu gehörten Gewächshäuser, ein Trauben- und ein Gemüsegewächshaus, ein Rosengewächshaus mit Schuppen, ein Maschinenkeller, ein Packschuppen, ein Lagerhaus und eine 1909 errichtete „Praxishütte“, die es den Schülerinnen auch bei schlechtem Wetter ermöglichte, im Freien zu arbeiten. Ein Gehilfen- oder Gärtnerhaus wurde in der Mitte des Geländes errichtet. Außerdem wurde eine Orangerie mit Gemüse- und Obstkeller erbaut. Daneben wurden Frühbeete, eine Baumschule und die von Hingst geplante Gartenanlage mit Obstbaumpflanzungen angelegt.
Mit der Aufnahme von Internatsschülerinnen 1915 wurde die Villa renoviert und umstrukturiert, um Schlaf- und Wohnräume für sie zu schaffen, und Jacoba Hingst zog in die „Villa Huis te Velde“, die sie im hinteren Teil des Geländes errichten ließ. 1954 wurde die Schule für die wachsenden Schülerzahlen erneut zu klein und es entstand ein neues Schulgebäude mit drei Klassenräumen.

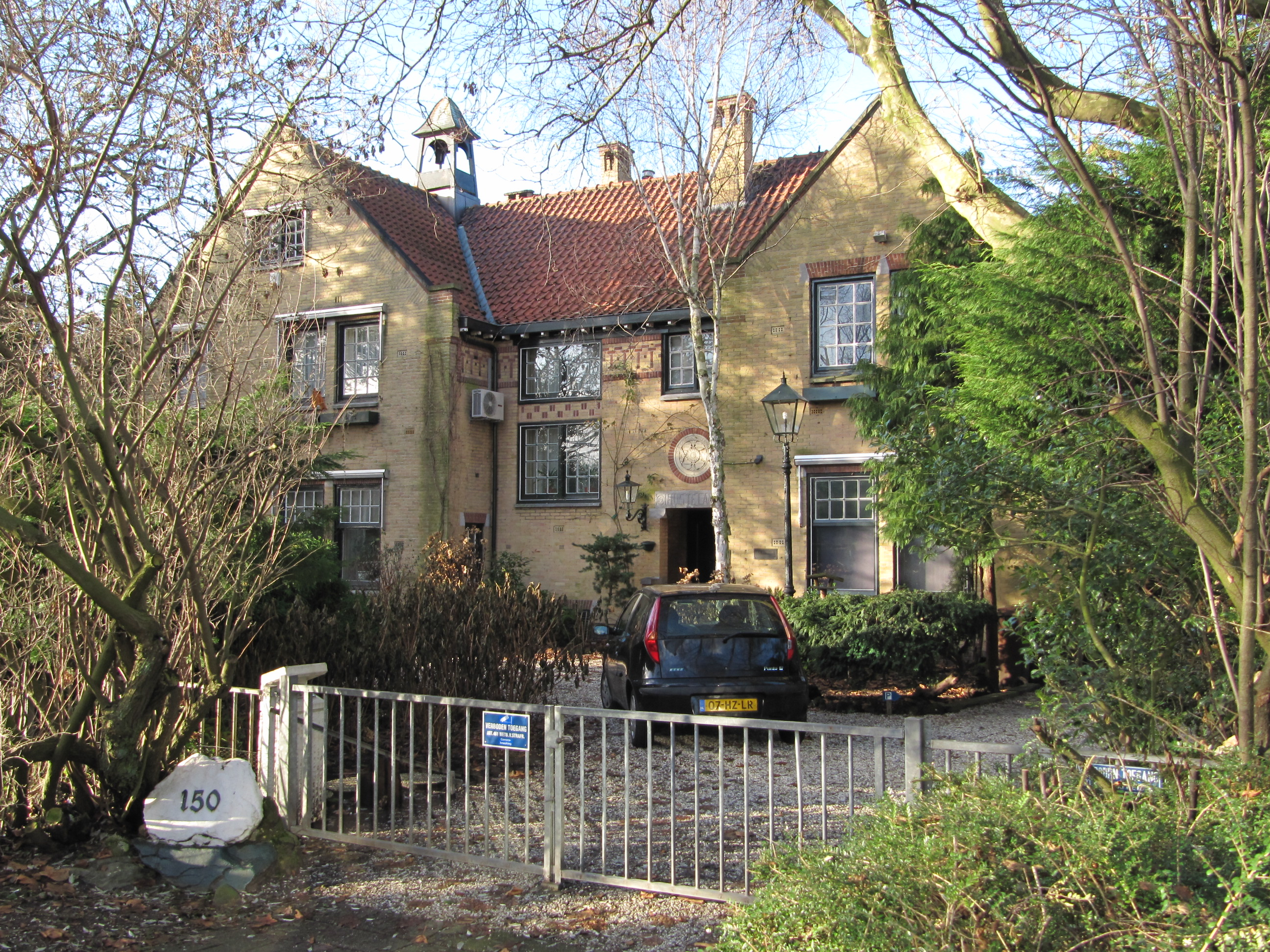
Schulgebäude, 2011
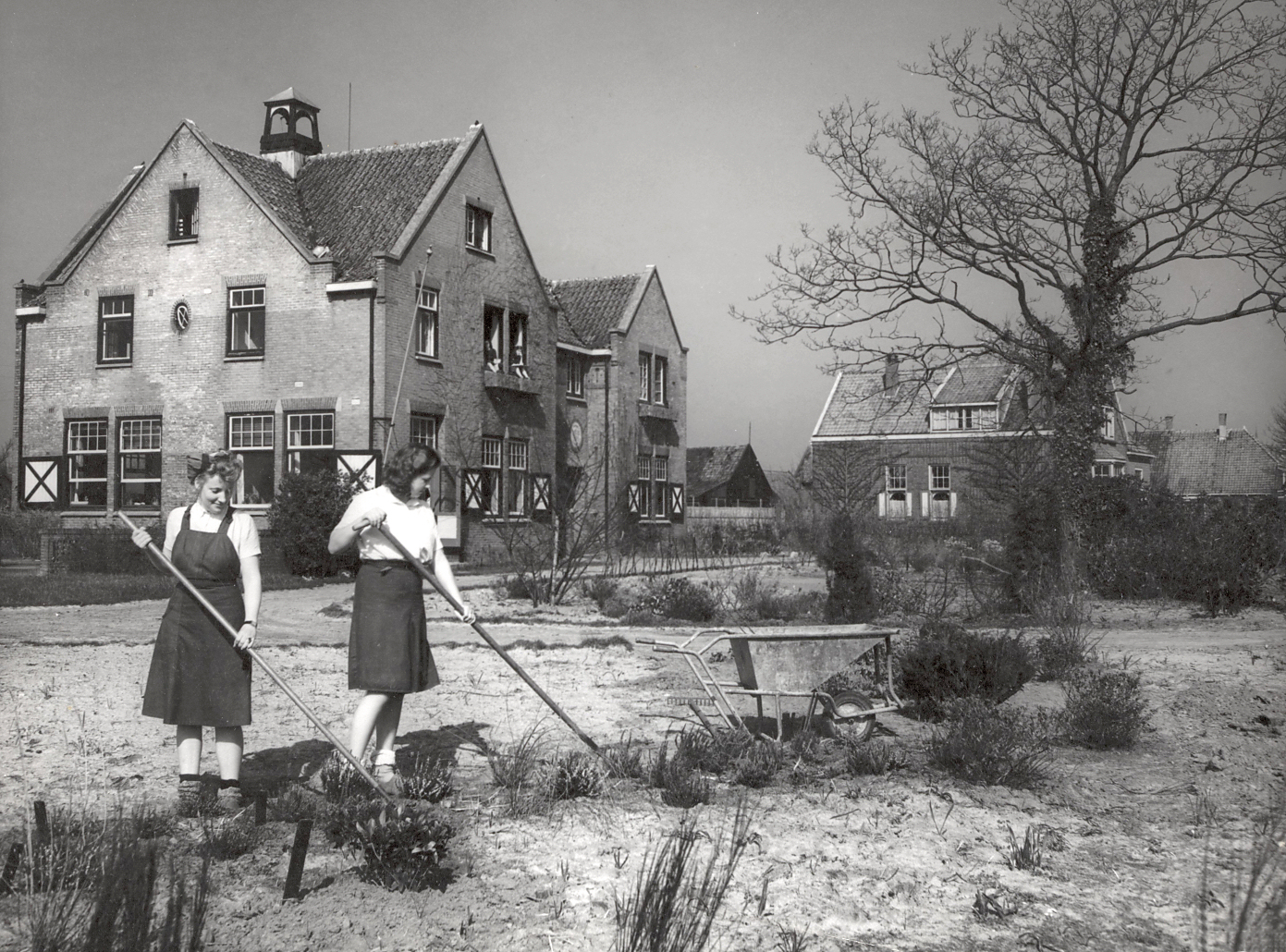
Schülerinnen bei der Arbeit, im Hintergrund das Schulgebäude, April 1946
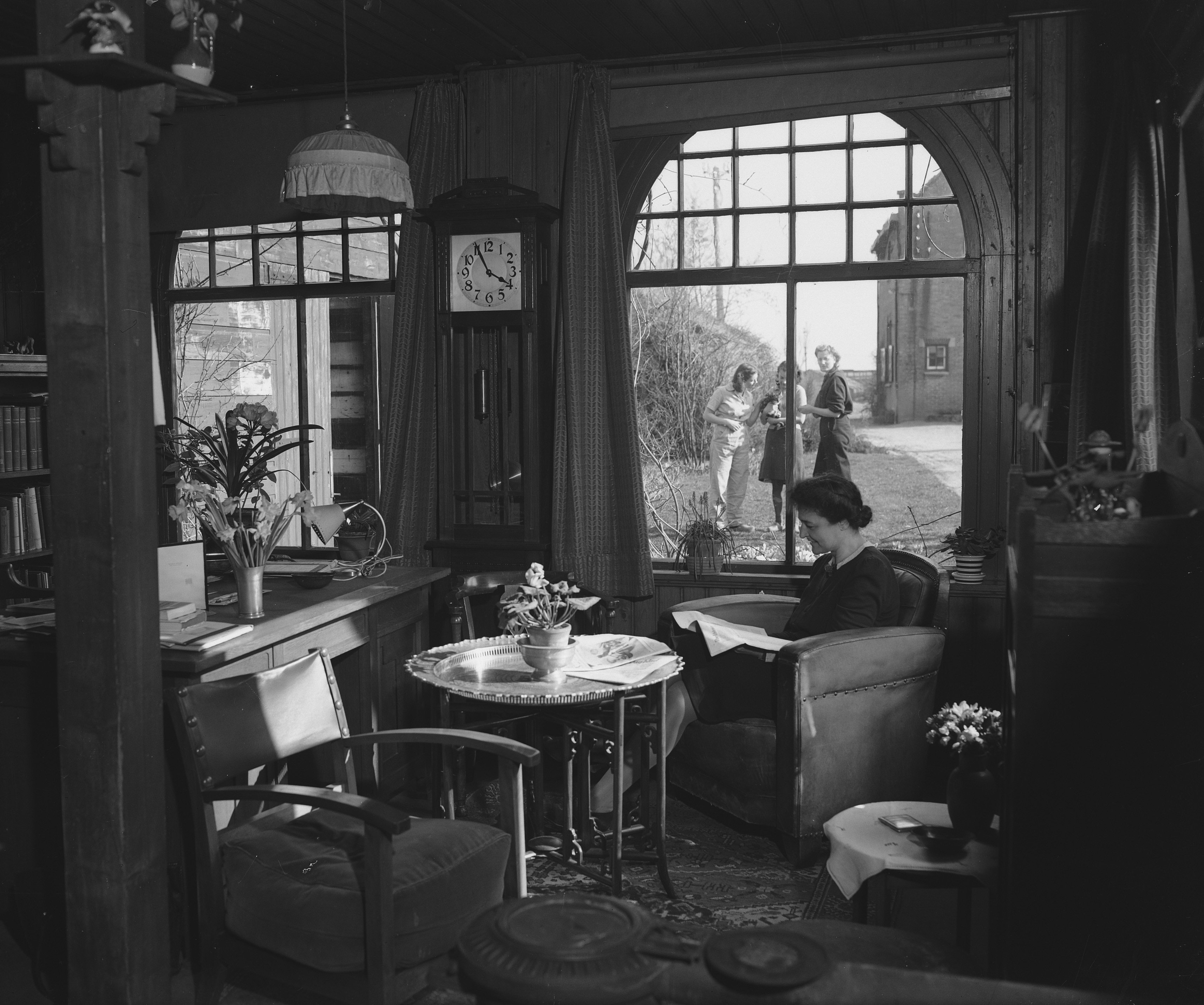
Erna Casparé in ihrem Haus (früheres Lagerhaus von 1909) auf dem Schulgelände, April 1946
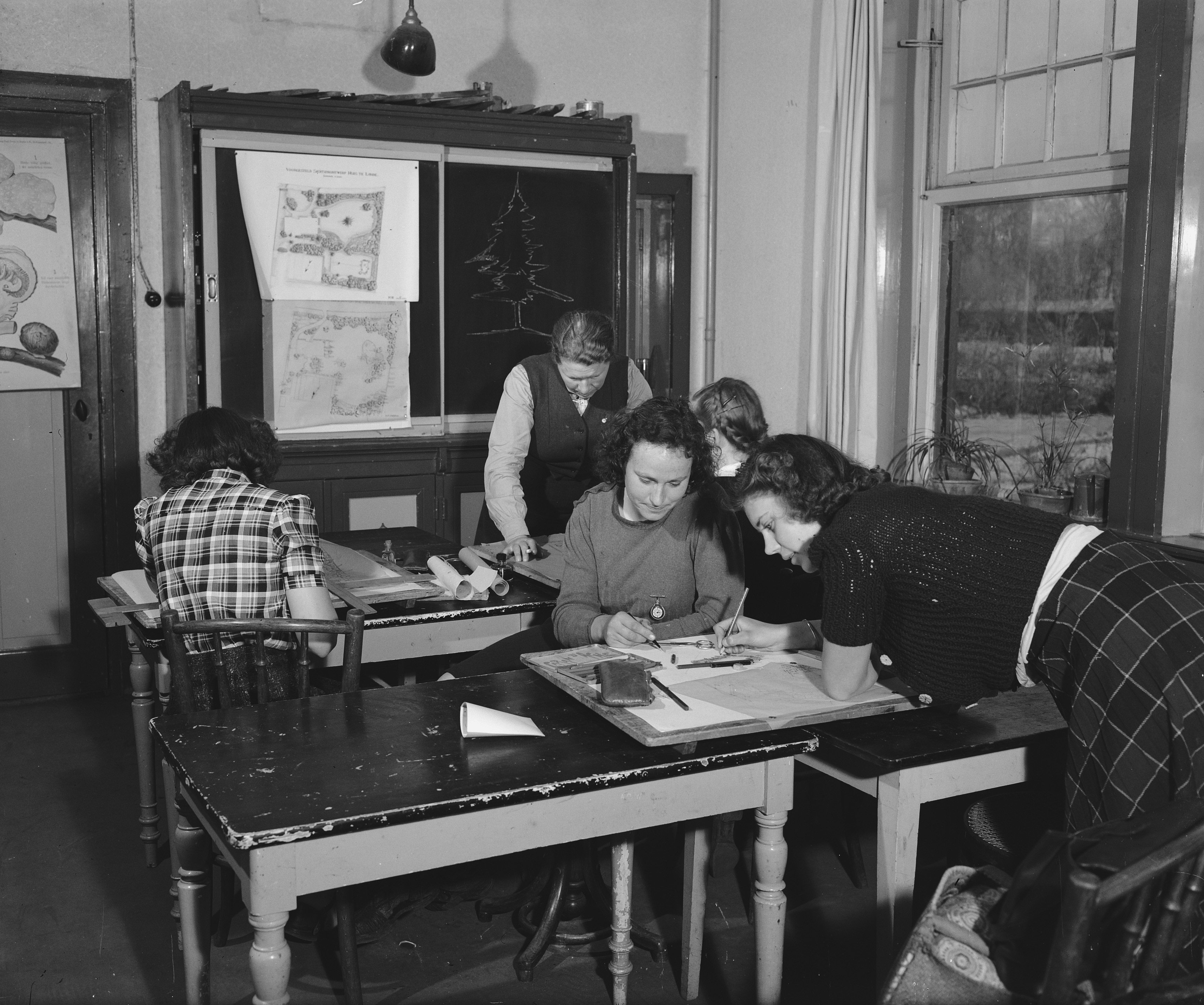
Theoretischer Unterricht im Klassenzimmer, April 1946
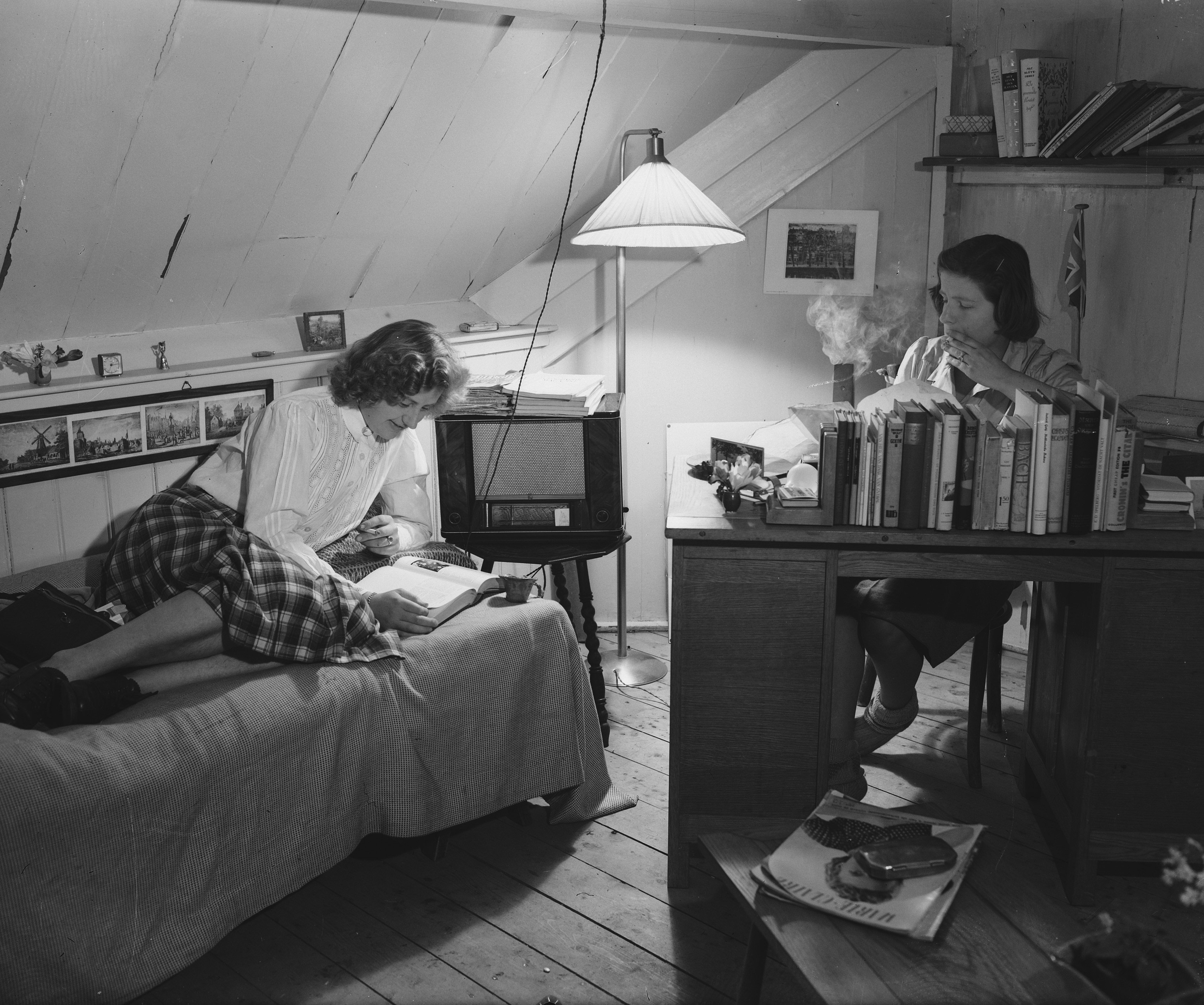
Studentinnenzimmer im Dachgeschoss des Schulgebäudes, April 1946

Die Ausbildung war sowohl theoretisch als auch praktisch und breit gefächert. Gartengestaltung sowie Gemüse-, Obst- und Blumenanbau waren die Hauptthemen. Anfänglich bestand die Lehrerschaft nur aus Jacoba Hingst und Cornelia Pompe. Sie unterrichteten nach von Hingst selbst entwickelten Lehrmaterialien. Hingst lehrte Physik, Botanik, Dendrologie, Chemie und Mikroskopieren sowie Gartenzeichnen, während Pompe Gemüse-, Obst- und Blumenanbau, das Flechten von Körben, Okulation und Pfropfen übernahm, bis sie 1911 wegen einer schweren Erkrankung die Lehrtätigkeit aufgeben musste. Nach und nach wurden neue Lehrer eingestellt. Seit dem Schulstart 1904 standen Ausflüge und Exkursionen zu Kindergärten, Auktionen, Testgeländen, Schau- und Versuchsgärten auf dem Programm. Daneben gab es ausgedehnte, teils mehrwöchige Reisen zu Gärten und Landschaftsgestaltungen im In- und Ausland. Hingst reiste etwa mit ihren Schülerinnen nach Frankreich, wo sie vom Château de Méridon nahe Paris aus Besichtigungen im Umland unternahmen. In Italien besichtigten sie Frascati, die Vatikanischen Gärten, den Boboli-Garten am Florenzer Palazzo Pitti und in England die Villengartenarchitektur.
Ab 1920 gab es einen differenzierten Lehrplan für Schülerinnen, „die ihr Wissen nur auf ihrem eigenen Gebiet nutzen wollten“, und „Mädchen, die ihren Lebensunterhalt im Gartenbaugewerbe verdienen wollten“, um mit einer fundierten Berufsausbildung im Gartenbau als Floristinnen, Kindergärtnerinnen, bei städtischen Parkdiensten oder der Anlage und Pflege von Versuchsgärten tätig zu werden. In den folgenden Jahren wurden neue Fächer angeboten, wie Meteorologie, Imkerei- und Blumenarrangementkurse, Maschinenschreiben nach dem Zehnfingersystem, Buchhaltung, Pflanzenkrankheiten, Kenntnisse über Boden und Düngung. Zum Gelände gehörte auch ein Bienenstand.
Anders als bei anderen Gartenbauschulen wurde die „Geschichte der Gartenkunst“ von Anfang an als eigenständiges Fach unterrichtet. In den 1970er Jahren wurde dieses Fach von Taudin Chabot unterrichtet, die später den ersten „Offenen Gartenführer“ zusammenstellte. Dies wurde später von der 1980 gegründeten „Nederlandse Tuinenstichting“ fortgeführt.

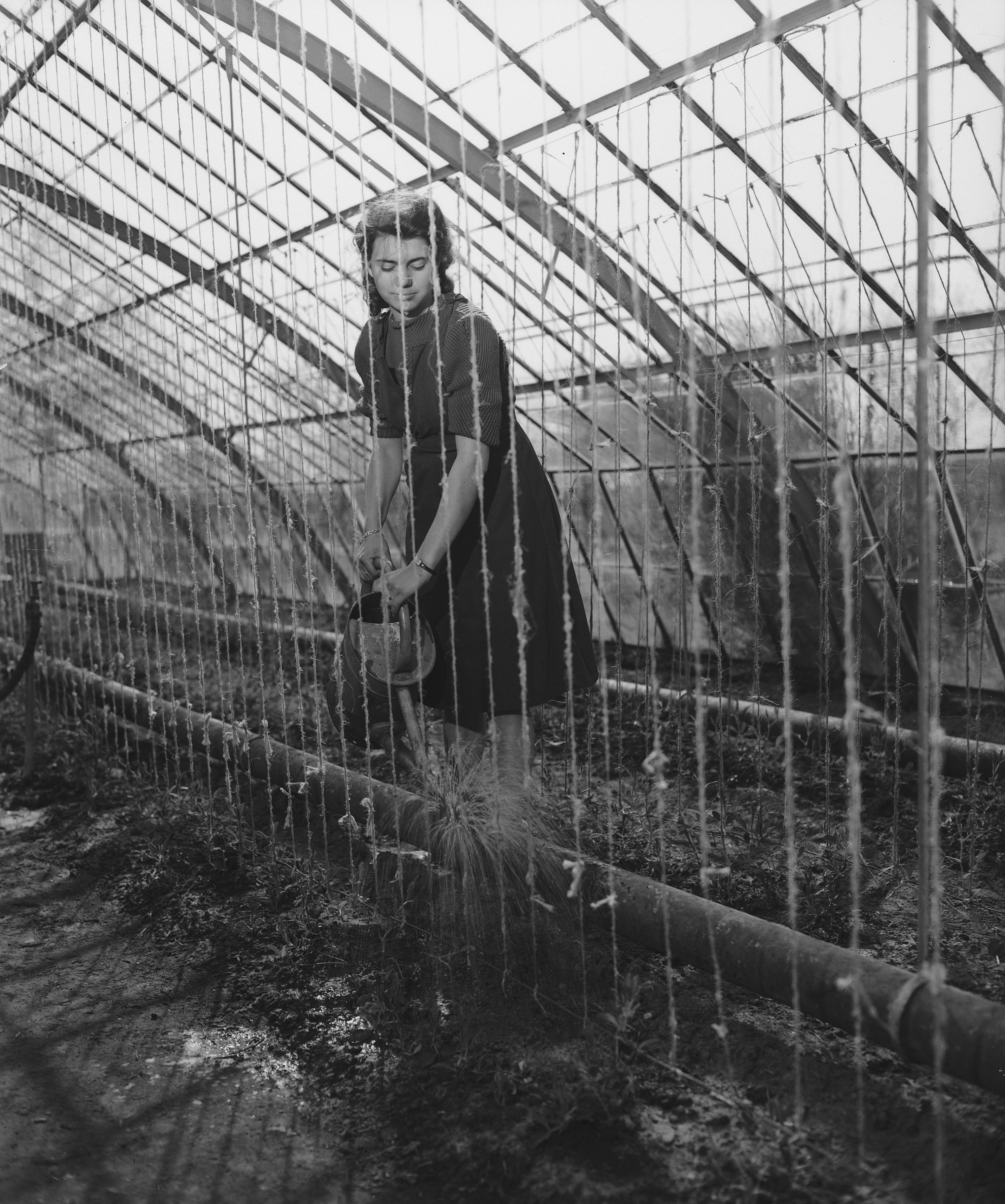
Gewächshaus, April 1946
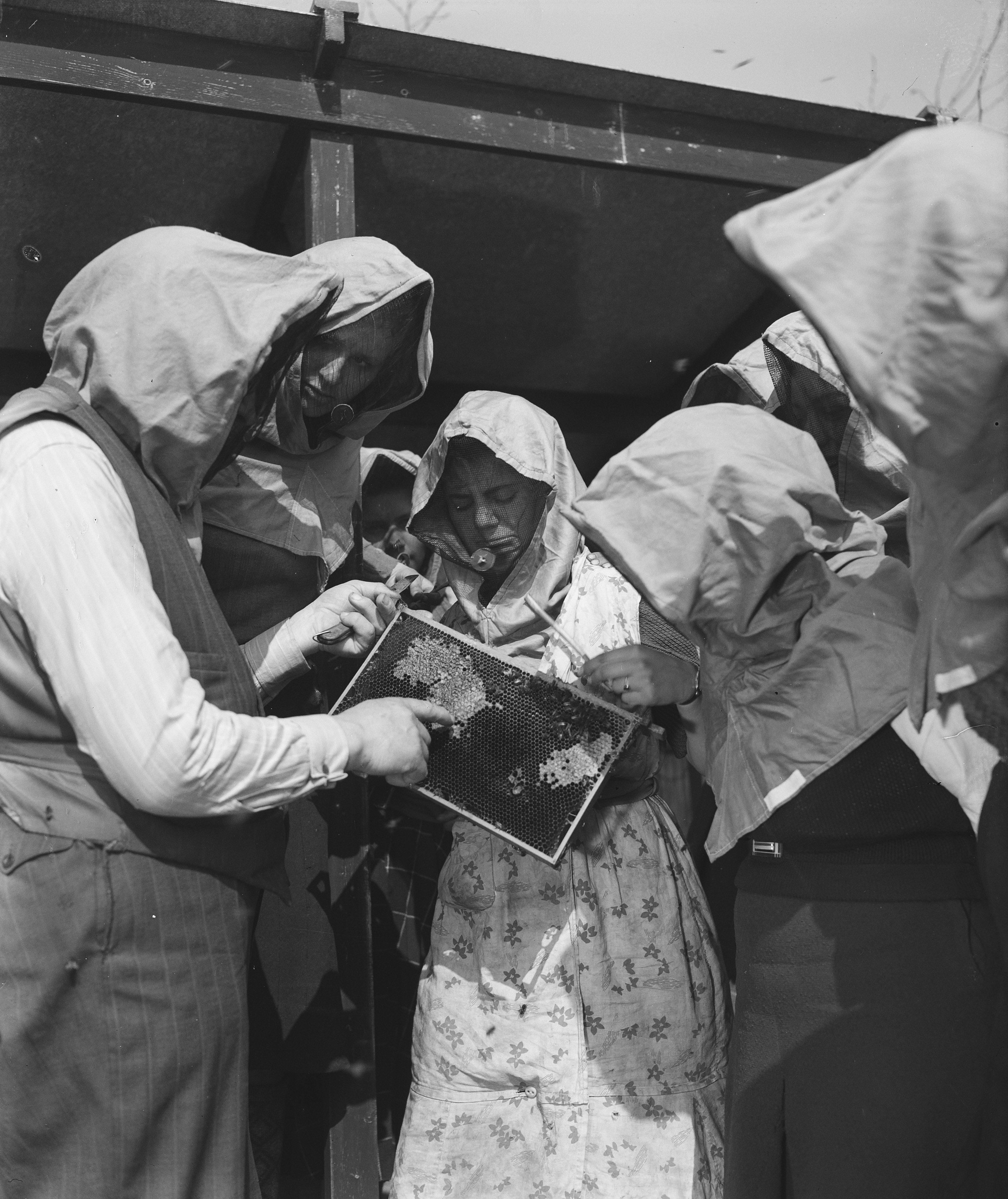
Arbeit mit den Bienenstöcken, April 1946
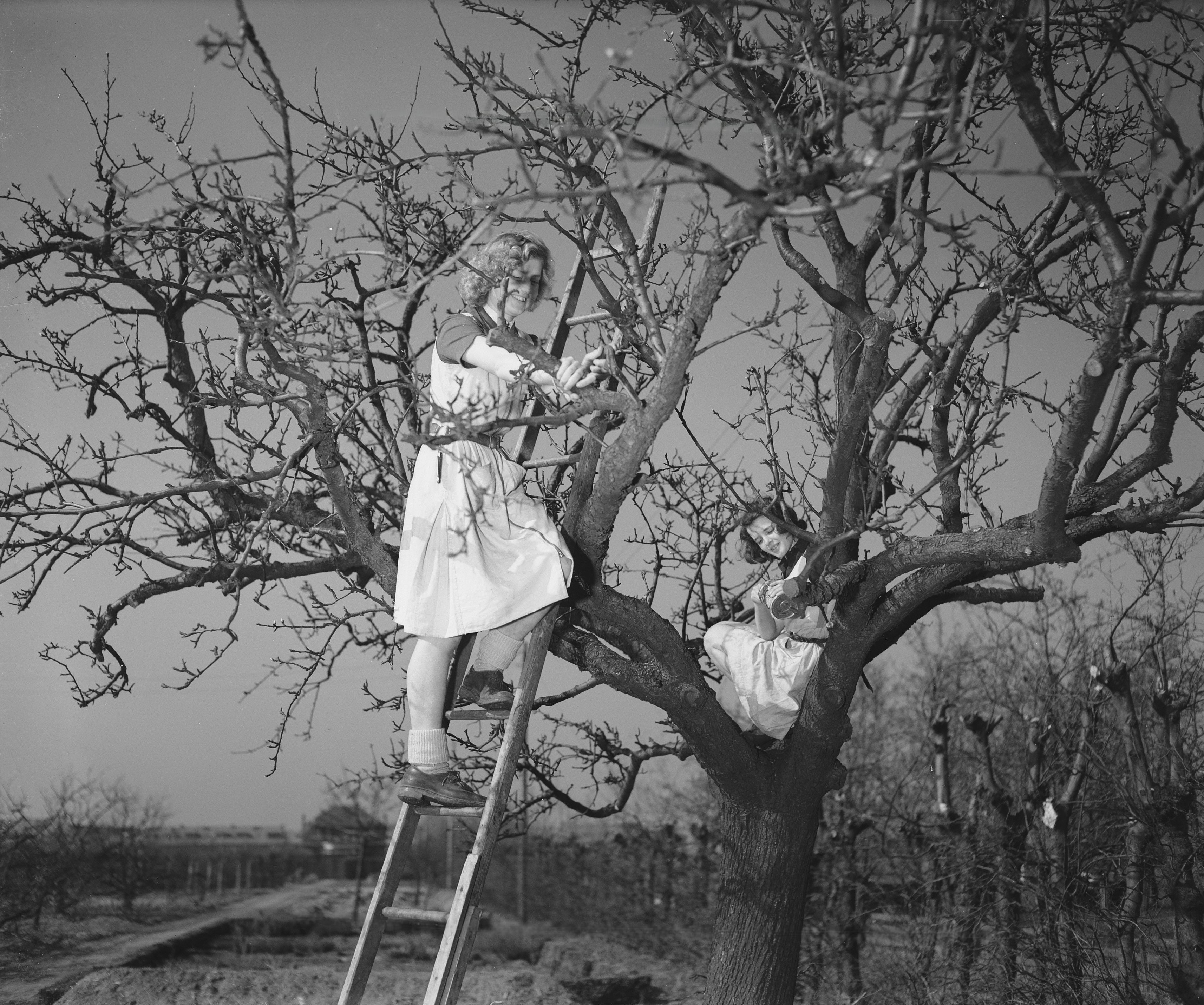
Apfelbaumschnitt und Schutz der Aststümpfe mit Bleimennige, April 1946
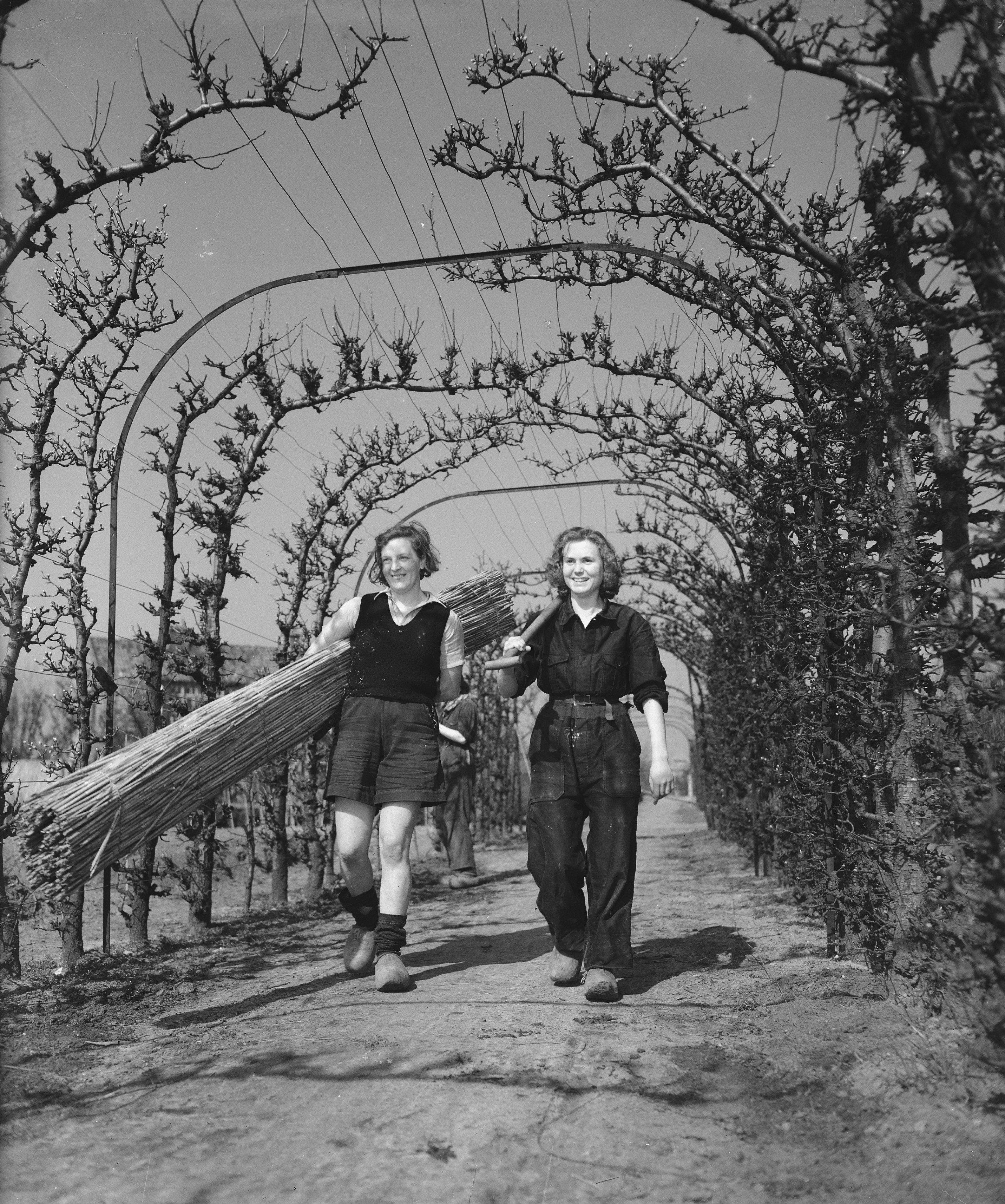
Schülerinnen, April 1946
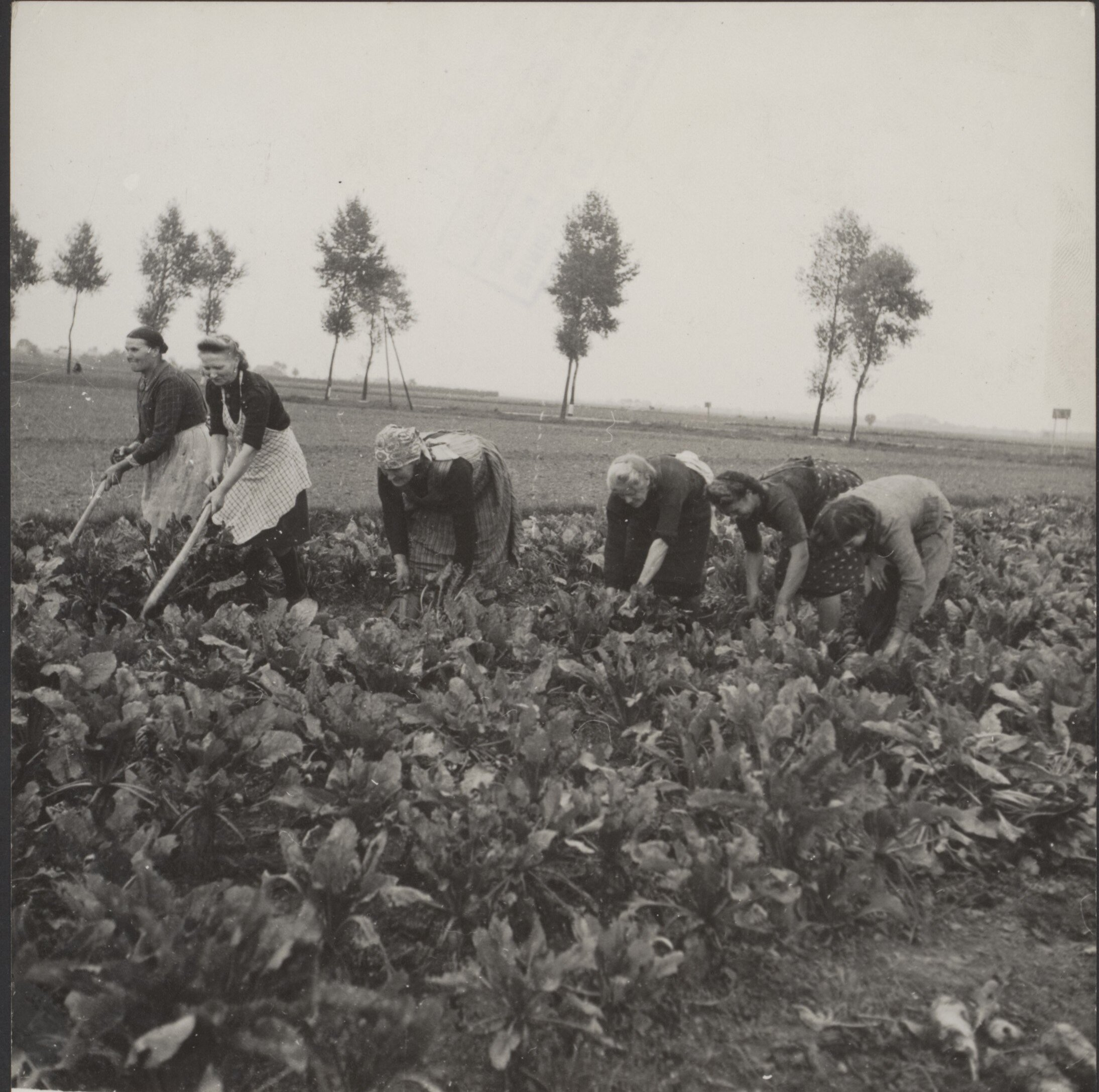
Feldarbeit, ohne Datum
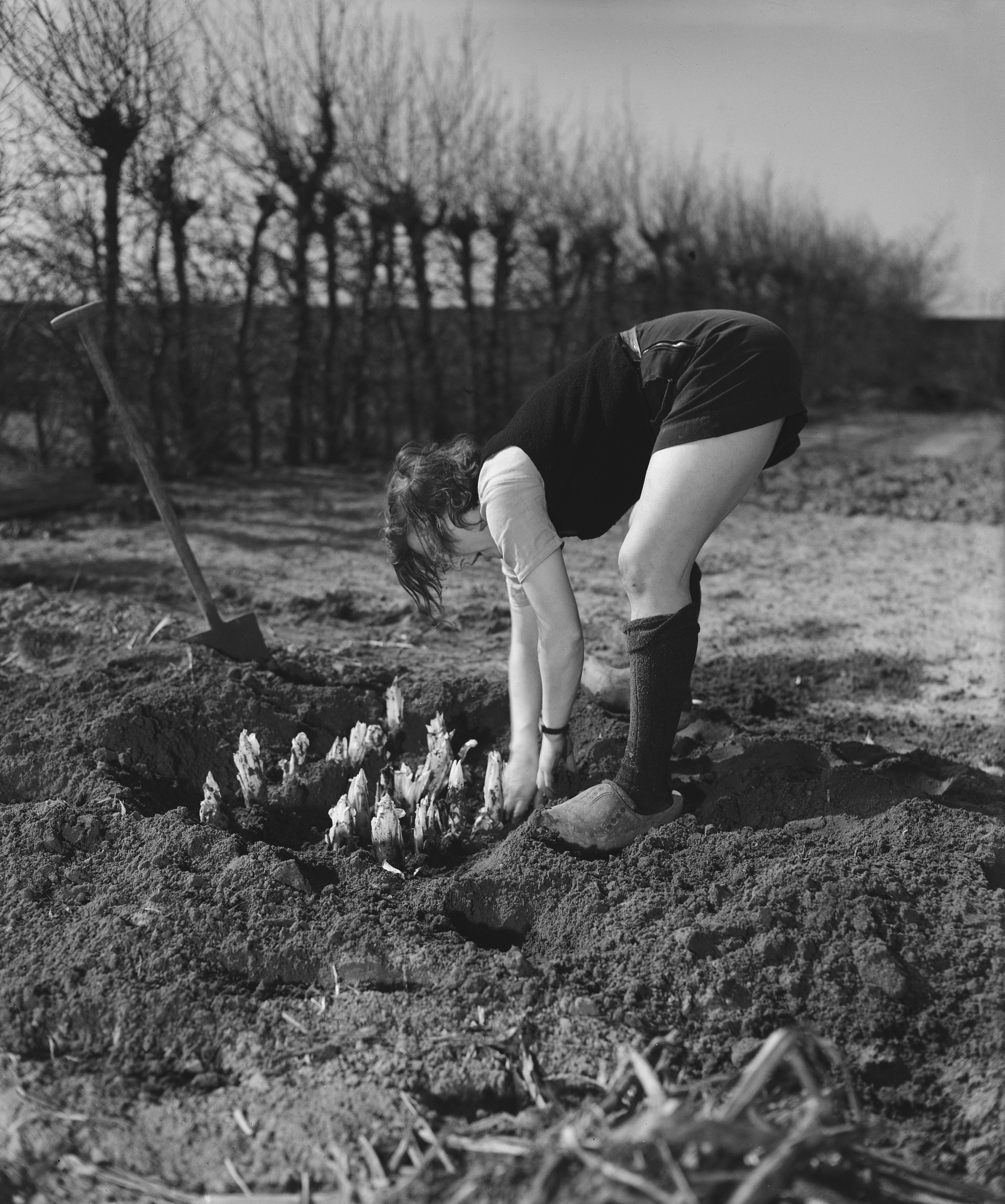
Ernte von Chicorée, April 1946

## Öffentliche Wahrnehmung
Die Einzelstellung der Schule als einzige für Mädchen und junge Frauen in diesem Bereich führte zu regelmäßiger interessierter Berichterstattung in Zeitungen, Wochenzeitungen und Zeitschriften, wie De Amsterdammer, Het Vaderland, Nieuwe Rotterdamsche Courant, Leidsch Dagblad oder Eindhovens Dagblad. Die Schule wurde von Gartenbauspezialisten aus verschiedenen Bereichen aus dem In- und Ausland besucht. 1917 stellte die illustrierte Zeitschrift Panorama die Schule mit einem Fotobericht in den Mittelpunkt der Ausgabe vom 11. April.
Unter der Leitung von Hingst und anfänglich Pompe war die Schule bei mehreren Ausstellungen vertreten: Die Schule erhielt eine Einladung der „Vereeniging Rijswijks Bloei“, sich im September 1909 an einer Ausstellung über Gartenbauprodukte, Geflügel, Landwirtschaft und Viehzucht zu beteiligen. 1910 wurde eine breite Auswahl der angebauten Obst- und Gemüsesorten im „Leids Volkshuis“ in Leiden ausgestellt. Auf Bitte des Ausschusses des niederländischen Gartenbaurates beschickte die Schule die Internationale Gartenbauausstellung in Brüssel im Herbst 1910 mit fünf eigens angefertigten Truhen voller Gemüsesorten als Ausstellungsbeitrag. 1913 gewann die Schule bei der Ausstellung De Vrouw 1813–1913 in Amsterdam mehrere Preise. Für die „Algemeene koloniale en internationale tentoonstelling te Semarang“ in Java 1914 fragte das für den niederländischen Pavillon „De Vrouw“ verantwortliche Frauenkomitee ein Konzept zu den Arbeitsfeldern niederländischer Frauen an. Hingst ließ dafür von der Landschaftsarchitektin in Heelsum Louise Baas Becking einen Fotobericht über die Arbeiten im Huis te Lande erstellen und schrieb eine erklärende Broschüre.
1917 wurde Hingst von der „Koninklijke Maatschappij tot bevordering van Tuinbouw en Plantkunde“ (KMTP) die Ehrenmitgliedschaft verliehen.